# Ephippigerida paulinoi
Ephippigerida paulinoi är en insektsart som först beskrevs av Bolívar, I. 1876-1878.  Ephippigerida paulinoi ingår i släktet Ephippigerida och familjen vårtbitare. Inga underarter finns listade i Catalogue of Life.